# Fred McNeill
Pour les articles homonymes, voir McNeill.
(en) Statistiques sur pro-football-reference
Frederick Arnold McNeil (né le 6 mai 1952 à Durham et mort le 3 novembre 2015 à Los Angeles (Californie)) est un joueur américain de football américain évoluant au poste de linebacker.

## Carrière

### Université
McNeil joue en NCAA avec les UCLA Bruins, étudiant dans ce même établissement.

### Professionnel
Fred McNeil est sélectionné au premier tour du draft de la NFL de 1974 par les Vikings du Minnesota au dix-septième choix. McNeil joue d'abord trois saisons comme linebacker remplaçant avant de devenir titulaire lors de la saison 1977, jouant quatorze matchs. La saison suivante, il marque le seul touchdown de sa carrière professionnelle. Il joue le Super Bowl IX et le Super Bowl XI durant lequel il bloque un punt (dégagement). Malgré une blessure lors de la saison 1982, McNeil revient toujours comme titulaire en 1983. En 1985, il perd sa place de linebacker et ne fait plus que quelques apparitions en cours de match. Il prend sa retraite après cette saison.

### Fin de vie
En mars 2014, il a reçu un diagnostic de sclérose latérale amyotrophique. Il décède  le 3 novembre 2015, à l'âge de 63 ans. Après sa mort, une autopsie confirme le diagnostic d'encéphalopathie traumatique chronique.

## Statistiques
McNeil aura joué douze saisons en National Football League et fait sept interceptions, aura récupéré seize fumbles et inscrit un touchdown.